# Syllis parapari
Syllis parapari är en ringmaskart som beskrevs av San Martín och López 2000. Syllis parapari ingår i släktet Syllis och familjen Syllidae. Inga underarter finns listade i Catalogue of Life.